# Armoracia
Armoracia es un género  de plantas de la familia Brassicaceae. Comprende 18 especies descritas y de estas, solo 4 aceptadas.

## Descripción
Son plantas herbáceas perennifolias glabras, con tallos erectos, asurcados y foliosos. Las hojas  basales, crenadas, forman rosetas, mientras las caulinares son dentadas o pinnatífidas. Las flores están organizadas en racimos sin brácteas, corimbiformes y densos en la antesis, y muy alargados en la fructificación.  Las flores, hermafroditas, son cruciformes con un doble perianto. Los cuatro sépalos son erectos o erecto-patentes, con margen membranáceo, no gibosos en la base y los pétalos,  obovados, son de color blanco. Hay 6 estambres así como 2 nectarios laterales anulares o semianulares. El gineceo tiene un estilo corto con estigma capitado. El frutos es una silícula, de valvas más o menos lisas, con el tabique que las separa  paralelo a su parte más ancha (latisepta), sin nervio medio visible. Las semillas, lisas, ápteras, sin endosperma -como todos los representantes de la familia- y los 2 cotiledones aplicados uno contra otro (acumbentes), están dispuestas en dos filas en cada lóculo.

## Taxonomía
El género fue descrito por  G.Gaertn., B.Mey. y Scherb. y publicado en Oekonomisch-Technische Flora der Wetterau, vol. 2, p. 426–428 en el año 1800.
Etimología
Armoracia: nombre genérico tomado del latín armǒrǎcēa, armorǎcǐa, - ae  con el que era conocida una especie de rábano salvaje (por ejemplo en Plinio el Viejo, Historia Naturalis, (19, xxvi, 82)).

## Especies aceptadas
A continuación se brinda un listado de las especies del género Armoracia aceptadas hasta septiembre de 2013, ordenadas alfabéticamente. Para cada una se indica el nombre binomial seguido del autor, abreviado según las convenciones y usos.
- Armoracia lacustris (A.Gray) Al-Shehbaz & V.Bates
- Armoracia macrocarpa (Waldst. & Kit.) Kit. ex Baumg.
- Armoracia rusticana P.Gaertn., B.Mey. & Scherb.
- Armoracia sisymbrioides (DC.) N.Busch ex Ganesh